# Claude Joseph (homme d'État)
Pour l’article homonyme, voir Claude Joseph (acteur).
Claude Joseph est un homme d'État haïtien. Il est ministre des Affaires étrangères du 5 mars 2020 au 24 novembre 2021 et Premier ministre par intérim du 14 avril au 20 juillet 2021. À partir du 7 juillet 2021, son gouvernement assure l'intérim de la présidence de la République à la suite de l'assassinat du président Jovenel Moïse.

## Biographie
Détenteur d'un doctorat en politique publique de l'université The New School à New York (États-Unis), Claude Joseph a été professeur d'université aux États-Unis. Il a notamment enseigné à l'université du Connecticut et à l'université de Long Island.
Le 5 mars 2020, il devient ministre des Affaires étrangères dans le gouvernement Jouthe.
Après la démission du gouvernement dirigé par Joseph Jouthe, il est nommé Premier ministre par intérim par le président Jovenel Moïse le 14 avril 2021 pour une durée de 30 jours,. Il est reconduit le 14 mai pour une durée identique, puis le 14 juin. Le 5 juillet, Ariel Henry est nommé Premier ministre,.
Le 7 juillet, il annonce l'assassinat du président Jovenel Moïse. Quelques heures après les événements, il décrète l'état de siège.
La succession présidentielle est contestée. Alors que la version initiale de la Constitution de 1987 prévoit une succession par le président de la Cour de la cassation, ce dernier, René Sylvestre, est mort le 23 juin 2021 du Covid-19 sans avoir été remplacé. La version de 2012 prévoit un intérim par le Conseil des ministres puis l'élection d'un président de la République provisoire par l'Assemblée nationale pour terminer le mandat en cours. D'autre part, le poste de Premier ministre est disputé entre Claude Joseph et Ariel Henry, nommé le 5 juillet. Enfin, Joseph Lambert, président du Sénat de la République, est désigné le 9 juillet 2021 par une résolution du Sénat pour assumer la présidence de la République à titre intérimaire. L'investiture de Lambert, prévue pour le 10 juillet, est finalement reportée à la demande des États-Unis.
Le 19 juillet, Claude Joseph accepte de démissionner en faveur d'Ariel Henry, demeurant ministre des Affaires étrangères dans le nouveau gouvernement qui prend ses fonctions le lendemain. Il quitte ses fonctions le 24 novembre suivant et est remplacé par Jean Victor Généus.
Le 3 septembre 2022, Claude Joseph a lancé un nouvel parti politique en Haïti, la plateforme EDE (les Engagés pour le Développement). C'est une nouvelle structure politique créée dans le but d'inviter les citoyens à s'engager pour le développement du pays, de tourner le dos à la classe politique traditionnelle et de construire un Haiti à la dimension de sa glorieuse histoire.
Le 19 février 2024, Claude Joseph, ainsi que la veuve de Jovenel Moïse, Martine Moïse, et l'ancien chef de la police Léon Charles, ont été inculpés par un juge dans le cadre de l'assassinat de Jovenel Moïse. Joseph et Martine sont accusés de complicité et d'association de malfaiteurs, tandis que Charles est accusé de meurtre et de tentative de meurtre.